# 7698 Schweitzer
7698 Schweitzer este o planetă minoră (asteroid) din centura de asteroizi. A fost descoperită pe 11 ianuarie 1989 la Thüringer Landessternwarte Tautenburg⁠(d) de Freimut Börngen și a fost numită după Albert Schweitzer. 
Obiectul prezintă o orbită caracterizată de o semiaxă mare de 2,4107332 UAi, o excentricitate de 0,15, o înclinație de 3,27721 ° în raport cu ecliptica.